# Cathorops kailolae
Cathorops kailolae es una especie de pez de la familia Ariidae en el orden de los Siluriformes.

## Morfología
• Los machos pueden llegar alcanzar los 21,4 cm de longitud total.

## Distribución geográfica
Se encuentra en el lago de Izabal (Guatemala) y el río Usumacinta (México y Guatemala ).